# Charles de Moüy

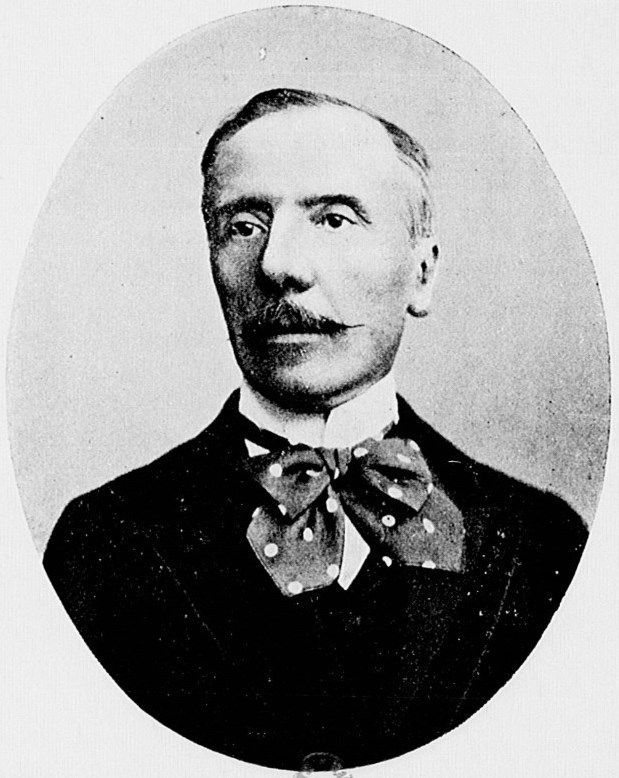
Charles de Moüy.

Charles Louis Stanislas de Moüy, född den 11 september 1834 i Paris, död där den 14 december 1922, var en fransk greve, diplomat och författare.
Moüy, som ursprungligen var journalist, inträdde i utrikesministeriet 1865. Han var 1878 en av Berlinkongressens sekreterare, blev 1879 direktör i ministeriet, 1880 envoyé i Aten och 1886 ambassadör i Rom samt förflyttades 1888 i disponibilitet. Bland hans arbeten kan nämnas Grands seigneurs et grandes dames du temps passé (1862), Don Carlos et Philippe II (1863; 3:e upplagan 1888), Lettres du Bosphore (1879), Lettres athéniennes (1887), Rome (1890), Louis XIV et le Saint-Siège. L'ambassade du duc de Créqui 1662–1665 (1893) och Mademoiselle de Valsengeuse (1898). Moüy utgav memoarverken Au cours de ma vie (1907) och Souvenirs et causeries d'un diplomate (1909).